# Nerven
Nerven est un film de procès allemand muet de 1919. "Film fantastique dont le style annonce l'expressionnisme" allemand, il a été réalisé avant Le Cabinet du docteur Caligari,.

## Synopsis
Le chef charismatique d'une bande révolutionnaire se retrouve devant un tribunal pour un viol présumé.

## Fiche technique
- Titre : Nerven
- Titre original : Nerven
- Réalisation : Robert Reinert
- Scénario : Robert Reinert
- Photographie : Helmar Lerski
- Production : Robert Reinert, Monumental-Film-Werke Berlin
- Film :  République de Weimar
- Format :NB – muet

## Distribution
- Eduard von Winterstein
- Lia Borré
- Erna Morena
- Paul Bender
- Lili Dominici
- Rio Ellbon
- Margarete Tondeur
- Paul Burgen

## Avis sur le film
Avis (en anglais) sur le film et sa restauration (partielle, il manque un tiers de la version originale) de 2008 :
- David Bordwell : http://www.edition-filmmuseum.com/product_info.php/language/en/info/p76_Nerven.html/XTCsid/677702da5bf13c67478f34d72b0e1ef8
- Anthony Nield, 24 novembre 2008 : http://film.thedigitalfix.com/content/id/69470/nerven.html
- Ferdinand von Galitzien, 28 novembre 2008 : http://ferdinandvongalitzien.blogspot.fr/2008/11/nerven-1919-by-robert-reinert.html
- Chris Neilson at DVDtalk, 17 février 2009 : http://www.dvdtalk.com/reviews/36324/nerven/
- James R., 22 septembre 2010 : http://james1511.wordpress.com/2010/09/22/nerves-1919/